# Georges Darbellay
Pas d'image ? Cliquez ici
Georges Darbellay, né le 26 avril 1954, est un ancien pilote automobile suisse, engagé en rallyes automobiles.

## Palmarès

### Titre
- Champion de Suisse des Rallyes : 1996 (copilote Sandra Schmidly, sur Opel Astra GSI 16V du Lugano Racing team) ;
  - 3e du championnat de Suisse des rallyes : 1991 (copilote Fawer, sur Opel Kadett GSI) ;
  - 4e du championnat de Suisse des rallyes : 1993 (copilote Pellaud, sur Opel Astra GSI) ;
  - 5e du championnat de Suisse des rallyes : 1990 (copilote Fawer, sur Opel Kadett GSI) et 1995 (copilote Roduit, sur Opel Astra GSI) (9e en 1992 avec Dubuis, et 10e en 1989 avec Furletti sur Daihatsu Charade).

### 2 victoires en championnat de Suisse
- Critérium Jurassien : 1996 (2e des rallyes d'Ajoie, d'Alsace-Vosges, des Alpes vaudoises, et du Valais) ;
- Rallye 111 Minuti : 1997.